# 21è Festival Internacional de Cinema de Canes
El 21è Festival Internacional de Cinema de Canes es va dur a terme del 10 al 24 de maig de 1968, abans de ser reduït per l'agitació provocada pels fets del maig de 1968 a França.
El festival va obrir amb una versió restaurada d' Allò que el vent s'endugué, dirigida per Victor Fleming. El documental de Peter Lennon Rocky Road to Dublin va ser l'última pel·lícula projectada al festival el 17 de maig. Immediatament després de l'exhibició Jean-Luc Godard, Claude Lelouch i François Truffaut va pujar a l'escenari i va anunciar que, en solidaritat amb els treballadors i els estudiants que protestaven arreu de França, el festival es donava per acabat. Molts dels directors van retirar les seves pel·lícules del festival. L'endemà el 18 de maig 1968, l'exhibició de Peppermint Frappé de Carlos Saura fou cancel·lada, wque va causar commocions al públic que volia que el festival continués. Finalment el 19 de maig, cinc dies abans de la finalització del festival, es va cancel·lar el festival. Grace Kelly, actriu de cinema nord-americana i princesa de Mònaco, va servir com a amfitriona de les cerimònies d'obertura i tancament.
De les 28 pel·lícules seleccionades per competir pel Gran Premi del Festival Internacional del Cinema, només es van projectar 11. Els esdeveniments que van tenir lloc a Canes el 1968 van provocar la creació d'un esdeveniment paral·lel al Festival oficial que declarava la seva oposició a tota mena de censura o pressió política. Impulsada per Pierre-Henri Deleau, es va denominar "la Quinzena dels Realitzadors" i va començar a celebrar-se ja el 1969.

## Jurat
Les següents persones foren nomenades membres del jurat pel festival de 1968:
Pel·lícules
- André Chamson (França) President
- Monica Vitti (Itàlia)
- Claude Aveline (França)
- Boris von Borresholm (RFA)
- Veljko Bulajić (Iugoslàvia)
- Paul Cadeac d'Arbaud (França)
- Jean Lescure (França)
- Louis Malle (França)
- Jan Nordlander (Suècia)
- Roman Polanski (Polònia)
- Robert Rozhdestvensky (URSS)
- Terence Young (GB)

## Selecció oficial

### Pel·lícules en competició
Les següents pel·lícules foren seleccionades per competir pel Grand Prix du Festival International du Film:
- Seduto alla sua destra de Valerio Zurlini
- Vingt-quatre heures de la vie d'une femme de Dominique Delouche
- Anna Karenina d'Aleksandr Zarkhi
- Banditi a Milano de Carlo Lizzani
- Charlie Bubbles de Albert Finney
- Csillagosok, katonák de Miklós Jancsó
- Das Schloß de Rudolf Noelte
- Doktor Glas de Mai Zetterling
- Feldobott kö de Sándor Sára
- Fényes szelek de Miklós Jancsó
- Grazie, zia de Salvatore Samperi
- Here We Go Round the Mulberry Bush de Clive Donner
- Hoří, má panenko de Miloš Forman
- I protagonisti de Marcello Fondato
- Je t'aime, je t'aime d'Alain Resnais
- Joanna de Mike Sarne
- Les Gauloises bleues de Michel Cournot
- Mali vojnici de Bahrudin Čengić
- O slavnosti a hostech de Jan Němec
- Peppermint Frappé de Carlos Saura
- Petulia de Richard Lester
- Rozmarné léto de Jiří Menzel
- Tuvia Vesheva Benotav de Menahem Golan
- The Girl on a Motorcycle de Jack Cardiff
- The Long Day's Dying de Peter Collinson
- Trilogy de Frank Perry
- Yabu no naka no kuroneko de Kaneto Shindō
- Zywot Mateusza de Witold Leszczyński

### Pel·lícules fora de competició
Les següents pel·lícules foren exhibides fora de competició:
- Gone with the Wind de Victor Fleming
- Toby Dammit de Federico Fellini
- Metzengerstein de Roger Vadim
- William Wilson de Louis Malle

## Secció paral·lela

### Setmana Internacional dels Crítics
Els següents llargmetratges van ser seleccionats per ser projectats per a la setena Setmana de la Crítica (7e Semaine de la Critique):
- Angèle (Quatre d'entre elles) de Yves Yersin (Suïssa)
- Concerto pour un exil de Désiré Ecaré (França, Costa d'Ivori)
- The Edge de Robert Kramer (Estats Units)
- Les enfants de Néant de Michel Brault (França)
- Giorgobistve d'Otar Iosseliani (URSS)
- Meddig él az ember? de Judit Elek (Hongria)
- Marie pour mémoire de Philippe Garrel (França)
- Na papirnatih avionih de Matjaz Klopcic (Iugoslàvia)
- The Queen de Frank Simon (Estats Units)
- Rocky Road to Dublin de Peter Lennon (Irlanda)

No presentades a causa de la interrupció del festival:
- Chronik der Anna Magdalena Bach de Jean-Marie Straub (RFA)
- Revolution de Jack O’Connell (Estats Units)